# Liste des cavités naturelles les plus profondes de l'Yonne

Département de l'Yonne.

La liste des cavités naturelles les plus profondes du département de l'Yonne recense sous la forme d'un tableau, les cavités souterraines naturelles connues, dont la dénivellation est supérieure ou égale à vingt mètres.
La communauté spéléologique considère qu'une cavité souterraine naturelle n'existe vraiment qu'à partir du moment où elle est « inventée » c'est-à-dire découverte (ou redécouverte), inventoriée, topographiée et publiée. Bien sûr, la réalité physique d'une cavité naturelle est la plupart du temps bien antérieure à sa découverte par l'homme ; cependant tant qu'elle n'est pas explorée, mesurée et révélée, la cavité naturelle n'appartient pas au domaine de la connaissance partagée.
La liste spéléométrique des plus profondes cavités naturelles de l'Yonne (≥ 20 mètres) est actualisée fin 2017.
La plus profonde cavité répertoriée dans le département de l'Yonne est le gouffre de Villepot à Courson-les-Carrières (cf. ligne 1 du tableau ci-dessous).

## Cavités de l'Yonne dont le dénivelé est supérieur ou égal à20 mètres
24 cavités naturelles souterraines de dénivelé supérieur ou égal à 20 mètres sont recensées à mi 2018 dans le département français de l'Yonne, en région Bourgogne-Franche-Comté.
| Réf. | Nom de la cavité (autres noms)       | Commune                                  | Coordonnées (WGS 84)               | Coordonnées (WGS 84)        | Dénivelée (en mètres) | Développement (en mètres) | Sources ou références                                                      | Mise à jour |
| ---- | ------------------------------------ | ---------------------------------------- | ---------------------------------- | --------------------------- | --------------------- | ------------------------- | -------------------------------------------------------------------------- | ----------- |
| 1    | Gouffre de Villepot                  | Courson-les-Carrières                    |                                    | 47° 35′ 14″ N, 3° 28′ 38″ E | +0094, m              | +000185, m                | Spéléo-club de Chablis & Grottes et Gouffres de l'Yonne & Spelunca n°78    | 2010-04     |
| 2    | Fosse Dionne                         | Tonnerre                                 | Plateau calcaire du Tonnerrois     | 47° 51′ 24″ N, 3° 58′ 14″ E | 79,5 m                | +000380, m                | Spéléo-club de Chablis & Grottes et Gouffres de l'Yonne                    | 2019-10     |
| 3    | Rivière souterraine de Beaudemont    | Villeneuve-sur-Yonne                     |                                    | 48° 03′ 43″ N, 3° 19′ 19″ E | +0070, m              | +000181, m                | Spéléo-club de Chablis & Grottes et Gouffres de l´Yonne                    | 2010-04     |
| 4    | Gouffre de la Côme Sainte-Marie      | Massangis                                |                                    | 47° 37′ 41″ N, 4° 01′ 59″ E | +0058, m              | +000105, m                | Spéléo-club de Chablis & Grottes et Gouffres de l´Yonne                    | 2017-12     |
| 5    | Puits de la Moutarderie              | Bussy-le-Repos                           |                                    | 48° 02′ 16″ N, 3° 13′ 43″ E | +0057, m              | +0 00013, m               | Spéléo-club de Chablis                                                     | 2017-12     |
| 6    | Source du Moulin Blanc               | Saint-Martin-sur-Ouanne                  |                                    | 47° 51′ 01″ N, 3° 05′ 22″ E | +0055, m              | +000120, m                | Spéléo-club de Chablis & BRGM                                              | 2017-12     |
| 7    | Rivière souterraine des Usages       | Villiers-Saint-Benoît                    | Puisaye                            | 47° 44′ 53″ N, 3° 10′ 42″ E | +0040, m              | +000404, m                | Spéléo-club de Chablis                                                     | 2017-12     |
| 8    | Gouffre de Champ-Retard              | Coutarnoux                               |                                    | 47° 36′ 21″ N, 3° 56′ 54″ E | +0030, m              | +000174, m                | Spéléo-club de Chablis & Sous le Plancher                                  | 2010-04     |
| 9    | Grotte des Ronces                    | Bierry-les-Belles-Fontaines              |                                    | 47° 38′ 40″ N, 4° 10′ 37″ E | +0030, m              | +000124, m                | Spéléo-club de Chablis                                                     | 2010-04     |
| 10   | Abîme d'Hervau                       | Sainte-Colombe                           |                                    | 47° 35′ 15″ N, 3° 55′ 26″ E | +0030, m              | +0 00035, m               | Spéléo-club de Chablis & Grottes et Gouffres de l'Yonne & Crots de l´Yonne | 2010-04     |
| 11   | Puits de la vallée de Coulon         | Saint-Cyr-les-Colons                     |                                    |                             | +0029, m              | +000163, m                | Spéléo-club de Chablis                                                     | 2010-04     |
| 12   | Rivière souterraine du Puits Guerrey | Sormery                                  |                                    | 48° 07′ 48″ N, 3° 44′ 32″ E | +0029, m              | +000188, m                | Spéléo-club de Chablis & Grottes et Gouffres de l'Yonne                    | 2010-04     |
| 13   | Puits Bouillant                      | Saint-Aubin-Château-Neuf (Le Val-d'Ocre) | Puisaye orientale et Gâtinais      | 47° 49′ 11″ N, 3° 18′ 22″ E | +0028, m              | +002 115, m               | Spéléométrie de la France & Spéléo-club de Chablis                         | 2017-12     |
| 14   | Gouffre de la Mardelette             | Saint-Moré                               | Massif du Morvan Vallée de la Cure | 47° 33′ 15″ N, 3° 45′ 04″ E | +0027, m              | +0 00048, m               | Spéléo-club de Chablis & Sous le Plancher                                  | 2010-04     |
| 15   | Abîme de Verre                       | Guillon                                  |                                    | 47° 32′ 45″ N, 4° 05′ 06″ E | +0025, m              | +0 00070, m               | Spéléo-club de Chablis & Crots de l´Yonne                                  | 2010-04     |
| 16   | Gouffre de la Mardelle               | Saint-Moré                               | Massif du Morvan Vallée de la Cure | 47° 33′ 15″ N, 3° 45′ 04″ E | +0025, m              | +0 00065, m               | Spéléo-club de Chablis & Grottes et Gouffres de l'Yonne                    | 2010-04     |
| 17   | Grotte de Nermont                    | Saint-Moré                               | Massif du Morvan Vallée de la Cure | 47° 35′ 11″ N, 3° 46′ 08″ E | +0022, m              | +000135, m                | Spéléo-club de Chablis & Grottes et Gouffres de l'Yonne                    | 2010-04     |
| 18   | Gouffre de Vau-Brou                  | Beine                                    |                                    | 47° 49′ 09″ N, 3° 41′ 37″ E | +0022, m              | +0 00022, m               | Spéléo-club de Chablis & Grottes et Gouffres de l'Yonne                    | 2010-04     |
| 19   | Rivière souterraine de Vaudevanne    | Chailley                                 |                                    | 48° 05′ 10″ N, 3° 40′ 11″ E | +0022, m              | +0 00032, m               | Spéléo-club de Chablis                                                     | 2010-04     |
| 20   | Puits du Petit Vaudeurs              | Vaudeurs                                 |                                    | 48° 08′ 11″ N, 3° 31′ 50″ E | +0022, m              | +0 00073, m               | Spéléo-club de Chablis                                                     | 2010-04     |
| 21   | Puits Morissat                       | Sormery                                  |                                    | 47° 38′ 40″ N, 4° 10′ 37″ E | +0021, m              | +000215, m                | Spéléo-club de Chablis & Grottes et Gouffres de l'Yonne                    | 2010-04     |
| 22   | Fosse Boulasse                       | Vermenton                                |                                    | 47° 41′ 55″ N, 3° 47′ 58″ E | +0021, m              | +00 0000, m               | Spéléo-club de Chablis & Grottes et Gouffres de l'Yonne                    | 2010-04     |
| 23   | Gouffre des Tillots                  | Massangis                                |                                    |                             | +0020, m              | +0 00020, m               | Spéléo-club de Chablis                                                     | 2010-04     |
| 24   | Puits Jolivet                        | Merry-la-Vallée                          |                                    | 47° 47′ 46″ N, 3° 19′ 52″ E | +0020, m              | +0 00010, m               | Spéléo-club de Chablis                                                     | 2010-04     |